# Огденсбург (Нью-Джерсі)
Огденсбург (англ. Ogdensburg) — місто (англ. borough) в США, в окрузі Сассекс штату Нью-Джерсі. Населення — 2258 осіб (2020).

## Географія
Огденсбург розташований за координатами 41°4′48″ пн. ш. 74°35′51″ зх. д. / 41.08000° пн. ш. 74.59750° зх. д. (41.080090, -74.597626).  За даними Бюро перепису населення США в 2010 році місто мало площу 6,03 км², з яких 5,91 км² — суходіл та 0,12 км² — водойми.

## Демографія
Згідно з переписом 2010 року, у селищі мешкало 2410 осіб у 864 домогосподарствах у складі 681 родини. Було 905 помешкань
Расовий склад населення:
| - 95,2 % — білих - 1,8 % — азіатів - 0,3 % — чорних або афроамериканців - 0,2 % — вихідців з тихоокеанських островів - 1,0 % — осіб інших рас |

До двох чи більше рас належало 1,4 %. Частка іспаномовних становила 6,3 % від усіх жителів.
За віковим діапазоном населення розподілялося таким чином: 24,5 % — особи молодші 18 років, 64,1 % — особи у віці 18—64 років, 11,4 % — особи у віці 65 років та старші. Медіана віку мешканця становила 40,6 року. На 100 осіб жіночої статі у селищі припадало 101,0 чоловіків;  на 100 жінок у віці від 18 років та старших — 97,4 чоловіків також старших 18 років.
Середній дохід на одне домашнє господарство  становив 94 099 доларів США (медіана — 79 271), а середній дохід на одну сім'ю — 104 428 доларів (медіана — 94 550). Медіана доходів становила 65 233 долари для чоловіків та 47 097 доларів для жінок. За межею бідності перебувало 4,4 % осіб, у тому числі 6,5 % дітей у віці до 18 років та 8,2 % осіб у віці 65 років та старших.
Цивільне працевлаштоване населення становило 1301 осіб. Основні галузі зайнятості: освіта, охорона здоров'я та соціальна допомога — 24,4 %, роздрібна торгівля — 18,1 %, науковці, спеціалісти, менеджери — 15,4 %.